# Улица Аржакова

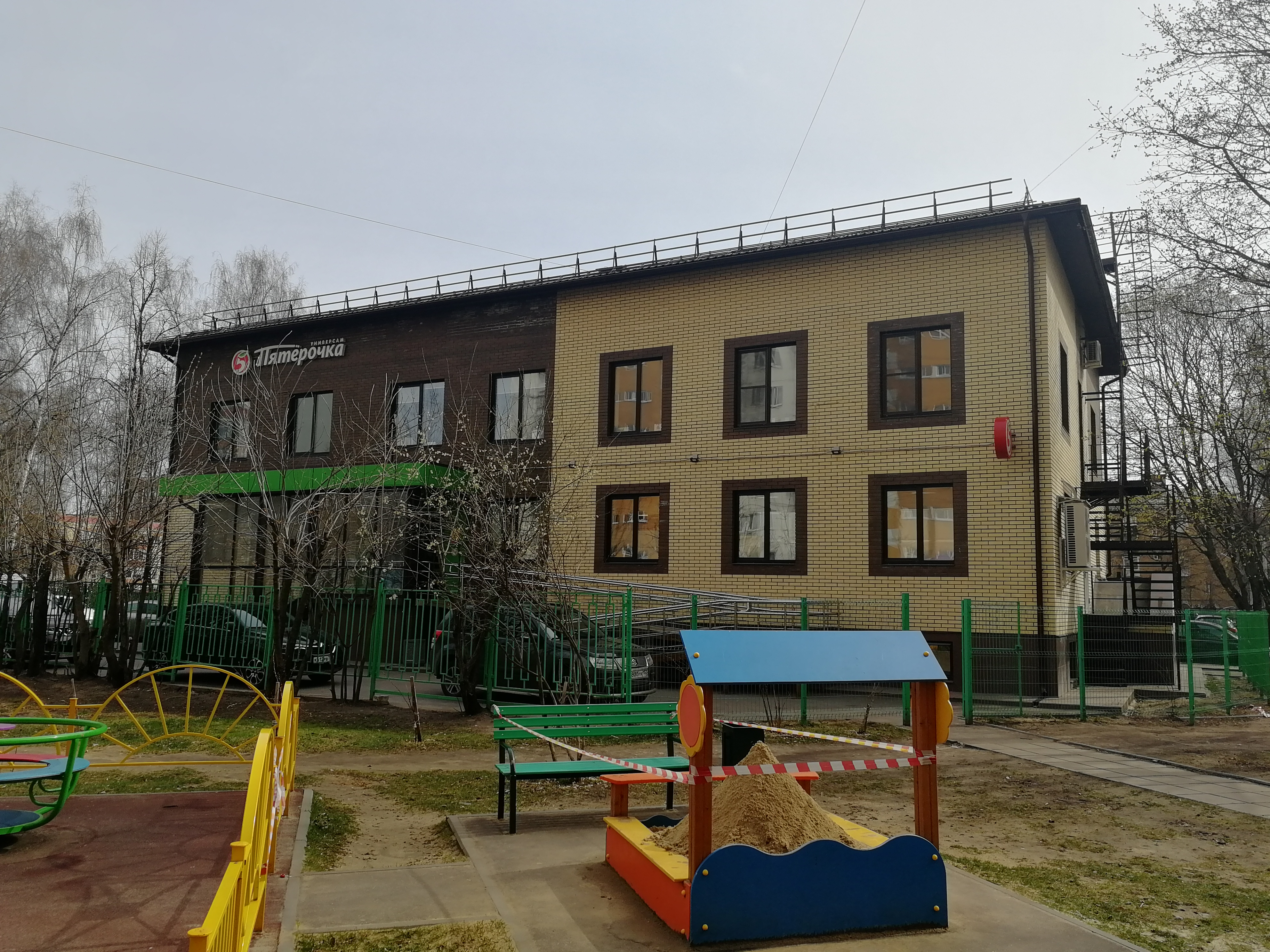
Магазин «Пятёрочка» (дом 7) и детская площадка

Улица Аржакова — улица в городе Королёв Московской области.
Улица начинается от Калининградской улицы и пересекает Дворцовый проезд.

## История
Улица располагается в старом районе Королёва — Костино. Улица застроена 5-этажными зданиями для работников предприятия «КПО Стрела» (завод № 455 — Костинский машиностроительный завод, ныне ОАО "Корпорация «Тактическое ракетное вооружение»). В 1950-е годы жилищное строительство на улице велось в основном за счёт средств завода.
Улица названа в честь бывшего директора КПО «Стрела» Аржакова Михаила Петровича. На доме 18/2 установлена мемориальная доска Аржакову М. П..

## Организации
- дом 14/8: Королёвская телерадиокомпания «Королёв ТВ», Фирма «СВ-Тур»